# 阿马迪奥·博尔迪加
阿马迪奥·博尔迪加（義大利語：Amadeo Bordiga；1889年6月13日—1970年7月23日），意大利共产主义政治人物，理论家，意大利共产党创始人，早期共产国际成员，后因反对斯大林而与苏联和各国马列主义政党分道扬镳，思想日趋左翼共产主义，并强烈反对任何形式的议会选举政治，成为欧洲著名左翼共产主义代表人物。博尔迪加派的共产主义者组织了国际共产党，该党至今仍有活动。
博尔迪加被视为意共极左派，强调无产阶级政党的独立性，拒绝与资产阶级改良派，社会民主主义和自由派政党组织任何形式的人民阵线，甚至反对组成反法西斯阵线，视资本主义下自由民主势力和法西斯为同路人。列宁在“共产主义运动中的“左派”幼稚病”一文中批评博尔迪加对议会民主的绝对抵制，但支持博尔迪加反对意大利社会党的菲利波·屠拉蒂。
在意共内部，博尔迪加和陶里亚蒂、葛兰西的政见相左。1926年，共产国际执行委员会第六次扩大会议上博尔迪加面对面批评斯大林，多年后被美国杂志《雅各宾》赞誉为“最后一个当面挑战斯大林的共产党人”。1930年博尔迪加被意共开除出党。
他的政治思想被称为博尔迪加主义。

## 生平
博尔迪加生于意大利南部那不勒斯省埃尔科拉诺的一个学者家庭，他叔叔乔凡尼·博尔迪加是一名著名数学家。他1912年于那不勒斯腓特烈二世大学毕业，主修工程学。青年时代他反对意大利殖民战争，接触意大利社会党。十月革命后他和追随者和葛兰西的组织合流成为意大利共产党，并加入共产国际。其后他与葛兰西和共产国际的斯大林派系疏远交恶。1926年12月，博尔迪加被墨索里尼统治的法西斯意大利当局逮捕下狱，狱中见到葛兰西，与葛个人关系缓和。
1930年，博尔迪加被打成“托派”并被开除出意大利共产党。出狱后及被意共开除后，博尔迪加避谈政事而在那普勒斯当工程师，在被法西斯警察讯问时称在意大利从事非法活动无用，并拒绝身死成为烈士。第二次世界大战期间，博尔迪加本人没有直接参与政治活动，但博尔迪加左翼共产主义理论的支持者们参与了地下建立共产主义组织。
二战后，博尔迪加和支持者一起组织国际共产党（虽然一开始他没有加入这个党）。他匿名撰写多篇该党出版物文章，匿名是因为他反对任何形式的个人崇拜。国际共产党经过多次分裂，其中亲博尔迪加的派系的组织沿用“国际共产党”的名号，一部分反对博尔迪加者建立国际主义共产党（后整编为国际主义共产主义倾向）。博尔迪加于1970年在拉齐奥逝世。

## 对苏联和中华人民共和国的看法
博尔迪加认为斯大林治下的苏联没有走向社会主义而是发展了资本主义。他正面评价苏联工业化的成就，但指出斯大林的政策根本上是资本主义商品经济并保留和和资本主义相同的雇佣制度，违背了马克思关于建造社会主义的方针。在外交政策上，他批评斯大林实行了民族主义而不是正确的阶级斗争道路，玷污了无产阶级事业，应该对资本主义西方的共产主义革命大失败负责。
博尔迪加对毛泽东领导下的中国共产党和其建立的中华人民共和国有相似的批判。1957年，博尔迪加称毛时期的中国是“证实的资本主义复制版”。他抨击毛泽东的“社会主义”是伪造的，嘲讽包容了民族资产阶级的“人民民主专政理论”并称毛为修正主义者。他认为中共的革命是一个推翻了封建社会建立了资本主义社会的革命，而不是社会主义革命。博尔迪加认为，毛泽东的理论对世界无产阶级工人运动有害，是“极其错误的，对马克思主义有害的”。